# Call Me (Blondie)
Call Me är en låt från 1980 med den amerikanska New Wave-gruppen Blondie.  Den var ledmotiv i filmen American Gigolo och blev en stor hit som låg etta på topplistorna i både USA och flera andra länder.  Låten är nummer 44 på Billboard's All Time Top 100. Blondies original är producerad av Giorgio Moroder.
År 2010 släppte Samantha Fox och Sabrina Salerno en dance-version av denna låt som en singel.